# Bufonia hebecalyx
Bufonia hebecalyx är en nejlikväxtart som beskrevs av Pierre Edmond Boissier. Bufonia hebecalyx ingår i släktet Bufonia och familjen nejlikväxter. Inga underarter finns listade i Catalogue of Life.